# Bormida
Bormida är en ort och kommun i provinsen Savona i regionen Ligurien i Italien. Kommunen hade 359 invånare (2018).